# The Passenger
"The Passenger" es una canción del músico estadounidense Iggy Pop, incluida en su álbum de 1977 Lust for Life. También fue incluida como Lado B del único sencillo del álbum, "Success". Fue publicada como sencillo en marzo de 1998, alcanzando la posición No. 22 de las listas de éxitos. La letra de la canción está levemente basada en un poema escrito por Jim Morrison. La versión más notable de la canción fue interpretada por la banda Siouxsie And The Banshees en 1987, incluida en el disco Through the Looking Glass.

## Certificaciones
| País          | Certificación | Ventas |
| ------------- | ------------- | ------ |
| Italia (FIMI) | Oro           |        |

## Créditos
- Iggy Pop: voz principal y coros
- David Bowie: piano y coros
- Ricky Gardiner: guitarra principal
- Carlos Alomar: guitarra rítmica
- Tony Fox Sales: bajo
- Hunt Sales: batería